# Actinidia tetramera
Actinidia tetramera är en tvåhjärtbladig växtart som beskrevs av Carl Maximowicz. Actinidia tetramera ingår i släktet aktinidiasläktet, och familjen Actinidiaceae. Inga underarter finns listade i Catalogue of Life.